# Oskryptowana sekwencja
Oskryptowana sekwencja (ang. scripted sequences) – seria zdarzeń w grze komputerowej następująca po wejściu gracza do danej lokacji lub wykonaniu odpowiednich czynności. Często zastępują cut scenki, tak jak one znacznie ograniczając możliwości kontroli nad postacią gracza. W niektórych przypadkach są jednak całkowicie interaktywne, np. w seriach Half-Life czy Call of Duty, i mają za zadanie pokazać nowe typy wrogów lub cel do wykonania, nie przerywając przy tym rozgrywki, w przeciwieństwie do cut scenek.